# Codice ATC J05
Il codice ATC J05 "Antivirali per uso sistemico" è un sottogruppo del sistema di classificazione Anatomico Terapeutico e Chimico, un sistema di codici alfanumerici sviluppato dall'OMS per la classificazione dei farmaci e altri prodotti medici. Il sottogruppo J05 fa parte del gruppo anatomico J, farmaci antinfettivi ad uso sistemico.
Codici per uso veterinario (codici ATCvet) possono essere creati ponendo la lettera Q di fronte al codice ATC umano: QJ05...
Numeri nazionali della classificazione ATC possono includere codici aggiuntivi non presenti in questa lista, che segue la versione OMS.

## J05A Farmaci antivirali ad azione diretta

### J05AA Tiosemicarbazone
J05AA01 Metisazone

### J05AB Nucleosidi e nucleotidi, esclusi gli inibitori della trascrittasi inversa
J05AB01 Aciclovir
J05AB02 Idoxuridina
J05AB03 Vidarabina
J05AB04 Ribavirina
J05AB06 Ganciclovir
J05AB09 Famciclovir
J05AB11 Valaciclovir
J05AB12 Cidofovir
J05AB13 Penciclovir
J05AB14 Valganciclovir
J05AB15 Brivudina
J05AB54 Ribavirina, combinazioni

### J05AC Ammine cicliche
J05AC02 Rimantadina
J05AC03 Tromantadina

### J05AD Derivati dell'acido fosfonico
J05AD01 Foscarnet
J05AD02 Fosfonet

### J05AE Inibitori della proteasi
J05AE01 Saquinavir
J05AE02 Indinavir
J05AE03 Ritonavir
J05AE04 Nelfinavir
J05AE05 Amprenavir
J05AE07 Fosamprenavir
J05AE08 Atazanavir
J05AE09 Tipranavir
J05AE10 Darunavir
J05AE11 Telaprevir
J05AE12 Boceprevir
J05AE13 Faldaprevir
J05AE14 Simeprevir
J05AE15 Asunaprevir

### J05AF Nucleosidi e nucleotidi inibitori della trascrittasi inversa
J05AF01 Zidovudina
J05AF02 Didanosina
J05AF03 Zalcitabina
J05AF04 Stavudina
J05AF05 Lamivudina
J05AF06 Abacavir
J05AF07 Tenofovir disoproxil
J05AF08 Adefovir dipivoxil
J05AF09 Emtricitabina
J05AF10 Entecavir
J05AF11 Telbivudina
J05AF12 Clevudina
J05AF13 Tenofovir alafenamide

### J05AG Inibitori della trascrittasi inversa non-nucleosidici
J05AG01 Nevirapina
J05AG02 Delavirdina
J05AG03 Efavirenz
J05AG04 Etravirina
J05AG05 Rilpivirina

### J05AH Gli inibitori della neuraminidasi
J05AH01 Zanamivir
J05AH02 Oseltamivir

### J05AR Antivirali per il trattamento delle infezioni da HIV, combinazioni
J05AR01 Zidovudina e lamivudina
J05AR02 Lamivudina e abacavir
J05AR03 Emtricitabina e tenofovir disoproxil
J05AR04 Zidovudina, lamivudina e abacavir
J05AR05 Zidovudina, lamivudina e nevirapina
J05AR06 Emtricitabina, tenofovir disoproxil e efavirenz
J05AR07 Stavudina, lamivudina e nevirapina
J05AR08 Emtricitabina, tenofovir disoproxil e rilpivirina
J05AR09 Emtricitabina, tenofovir disoproxil, elvitegravir e cobicistat
J05AR10 Lopinavir e ritonavir
J05AR11 Lamivudina, tenofovir disoproxil ed efavirenz
J05AR12 Lamivudina e tenofovir disoproxil
J05AR13 Lamivudina, abacavir e dolutegravir
J05AR14 Darunavir e cobicistat
J05AR15 Atazanavir e cobicistat
J05AR16 Lamivudine e raltegravir
J05AR17 Emtricitabine e tenofovir alafenamide
J05AR18 Emtricitabina, tenofovir alafenamide, elvitegravir e cobicistat
J05AR19 Emtricitabina, tenofovir alafenamide e rilpivirine

### J05AX Altri antivirali
J05AX01 Morossidina
J05AX02 Lisozima
J05AX05 Inosina pranobex
J05AX06 Pleconaril
J05AX07 Enfuvirtide
J05AX08 Raltegravir
J05AX09 Maraviroc
J05AX10 Maribavir
J05AX11 Elvitegravir
J05AX12 Dolutegravir
J05AX13 Umifenovir
J05AX14 Daclatasvir
J05AX15 Sofosbuvir
J05AX16 Dasabuvir
J05AX23 Ibalizumab
J05AX65 Sofosbuvir e ledipasvir
J05AX66 Dasabuvir, ombitasvir, paritaprevir e ritonavir
J05AX67 Ombitasvir, paritaprevir e ritonavir
J05AX68 Elbasvir e grazoprevir